# Правила цілісності бази даних
Правила цілісності бази даних - це правила, які дають змогу уникнути введення некоректних даних у БД, а також забезпечити можливість зв'язування декількох таблиць. Ці правила можуть бути описані при створенні чи модифікації таблиці.

## Типи правил цілісності
- CHECK - Контроль допустимих значень атрибутів.
- NOT NULL/NULL - Заборона/ дозвіл  на використання не заданих або не визначених значень.
- UNIQUE - Контроль унікальності значень атрибутів.
- PRIMARY KEY - Первинний ключ.
- FOREIGN KEY - Зовнішній ключ.

## PRIMARY KEY
PRIMARY KEY (PK) використовується для ідентифікації рядків таблиці, в нього є певні особливості:
1. В одній таблиці БД може бути тільки один PK.
2. Рядки, які мають це правило, не можуть мати не визначені або не задані дані.
3. Будучи призначеним для декількох стовпців(складений ключ), це обмеження ставить унікальність комбінацій відповідних значень, хоча окреме значення в кожному стовпці складеного ключа не обов'язково має бути унікальним.

## FOREIGN KEY
FOREIGN KEY (FK) використовується для того, щоб зв'язать дві таблиці, в нього є такі особливості :
1. Поле у головній таблиці, на яке буде адресуваться FG повинне бути оголошене PK або UNIQUE.
2. Поле у головній таблиці і поле з якої відбувається адресація повинні мати один й теж самий тип даних

Також за допомогою FG можна реалізувати каскадне видалення і оновлення даних.

## CHECK
Обмеження CHECK дозволяє встановити умову, якій має задовольняти значення, що вводиться в таблицю, перш ніж воно буде прийнято. Обмеження CHECK складається із ключового слова CHECK та предикатом, який використовує вказане поле. Будь-яка спроба модифікувати або вставити значення поля, яке могло б зробити цей предикат невірним буде відхилена. Таким чином, можна запобігти введення небажаних даних. Обмеження CHECK може використовуватися у вигляді деякої маски введення, що забезпечить контроль заданого формату даних, що вводяться.

## UNIQUE
Обмеження UNIQUE (унікальний), як і обмеження PRIMARY KEY, обмежує множину значень для вказаних стовпців унікальними значеннями. Як і обмеження PRIMARY KEY, обмеження UNIQUE може бути обмеженням таблиці, і тоді воно визначає унікальність комбінацій значень відповідних стовпців.

## NOT NULL/NULL
Обмеження NULL / NOT NULL дозволяють або забороняють введення в поле NULL-значень. Очевидно, що обмеження NOT NULL має бути вказано для первинних ключів, оскільки в іншому випадку під загрозою опиниться цілісність даних.